# Oenothera villaricae
Oenothera villaricae är en dunörtsväxtart som beskrevs av W. Dietrich. Oenothera villaricae ingår i släktet nattljussläktet, och familjen dunörtsväxter. Inga underarter finns listade i Catalogue of Life.